# Pacto de Nochebuena
El Pacto de Nochebuena es un pacto firmado entre Jesús de Polanco (Prisa), Antonio Asensio (Grupo Zeta) y Corporación Catalana de Radio y Televisión (CCRTV) para la explotación de los derechos audiovisuales de la liga española de fútbol (LFP) el 23 de diciembre de 1996. La firma de dicho pacto se realizó después de una severa batalla en la compra de derechos de audiovisuales de clubs de fútbol mantenida entre Prisa y Grupo Zeta. 
Audiovisual Sport fue la empresa formada creada por este pacto, participada inicialmente en un 40% por Grupo Zeta, 40% Sogecable y 20% por TV3.
El Gobierno de José María Aznar tomó medidas ante este pacto llevando adelante la criticada Ley de Retransmisiones Deportivas (26 de junio de 1997) por su exceso de intervencionismo en sociedades privadas, única en la Unión Europea.
Es una de las fases importantes en la llamada guerra del fútbol.